# Fake Tales of San Francisco
«Fake Tales of San Francisco» es una canción de la banda de indie rock británica Arctic Monkeys originalmente lanzada en el EP debut de la banda Five Minutes with Arctic Monkeys y luego incluida en el álbum debut de la banda Whatever People Say I Am, That's What I'm Not. 
La canción fue lanzada como sencillo de radio en lugar de "Leave Before the Lights Come On", la cual fue lanzada a finales de octubre de 2006. La canción también fue lanzada en los Países Bajos. La canción fue popular en el US Modern Rock a finales de 2006, y se posicionó justo en el fondo de la lista.
La canción ha sido una de las canciones más reconocidas de la banda, por su popularidad como la primera canción que la banda grabó. La canción se burla de una banda ficticia de South Yorkshire por hablar de su inspiración de Estados Unidos y ellos nunca habían estado ahí, con letras como "Me encantaría contarte mi problema / No eres de Nueva York, eres de Rotherham" y "Él habla de San Francisco, es del bar de  Hunter". El título de la canción, mientras tanto, la ha hecho una favorita de los fanes en los Estados Unidos.

## Vídeo musical
El vídeo musical de la canción es el mismo que cuando fue lanzada previamente en Five Minutes with Arctic Monkeys. Dirigido por un amigo de la banda, el vídeo es una compilación de varios vídeos de los primeros conciertos de la banda y estuvo al aire en el Reino Unido en MTV2 en 2005. Aunque ya ha dejado a la banda, el vídeo incluye varias tomas del anterior bajista de la banda Andy Nicholson.

## Letras erróneas
Un error común en cuanto a la letra de la canción es el la sección de "Get off the bandwagon", la cual es a menudo escuchado mal como "Get off the bandwagon, put down the anchor" o "Get off the bandwagon, put down the handgun", cuando la línea correcta es en realidad "Get off the bandwagon, put down the handbook", debido a la tendencia de los ingleses norteños a no pronunciar el sonido de la 'h'.